# Biblioteca Medicea Laurenziana
La Biblioteca Medicea Laurenziana, anticamente chiamata Libreria Laurenziana, è una delle principali raccolte di manoscritti al mondo, nonché un importante complesso architettonico di Firenze, progettato da Michelangelo Buonarroti tra il 1519 e il 1534. Aperta all'uso pubblico ("publicae utilitati") dal granduca di Toscana Cosimo I, dall'11 giugno 1571 mise a disposizione le sue ingenti raccolte, allora formate da circa tremila manoscritti, secondo l'inventario del 1589.
Essa custodisce 68.405 volumi a stampa, 406 incunaboli, 4.058 cinquecentine e, soprattutto, 11.044 pregiatissimi manoscritti, nonché la maggiore collezione italiana di papiri egizi. Vi si accede dai chiostri della basilica di San Lorenzo a Firenze, da cui il nome Laurenziana. Medicea deriva invece dal fatto di essere nata dalle collezioni librarie di membri della famiglia Medici. Tra le più importanti opere ricordiamo: la Littera Florentina del VI sec dC, Codice Squarcialupi, Codice Fiorentino, Bibbia Amiatina, i Dialoghi platonici in carta bona di Lorenzo il Magnifico, e il Virgilio Laurenziano.

## Architettura
I locali della Biblioteca furono progettati per il cardinale Giulio de' Medici (poi papa Clemente VII), che affidò nel 1519 la commissione a Michelangelo. Egli diresse personalmente il cantiere tra il 1524 e il 1534, sia pure con l'interruzione dovuta alla parentesi repubblicana. Alla morte del proprio padre e di Clemente VII, Michelangelo lasciò Firenze, con l'intenzione di non tornarci mai più. La costruzione fu ultimata lentamente negli anni successivi da altri architetti, a partire dal 1548, grazie all'impegno di Cosimo I de' Medici.

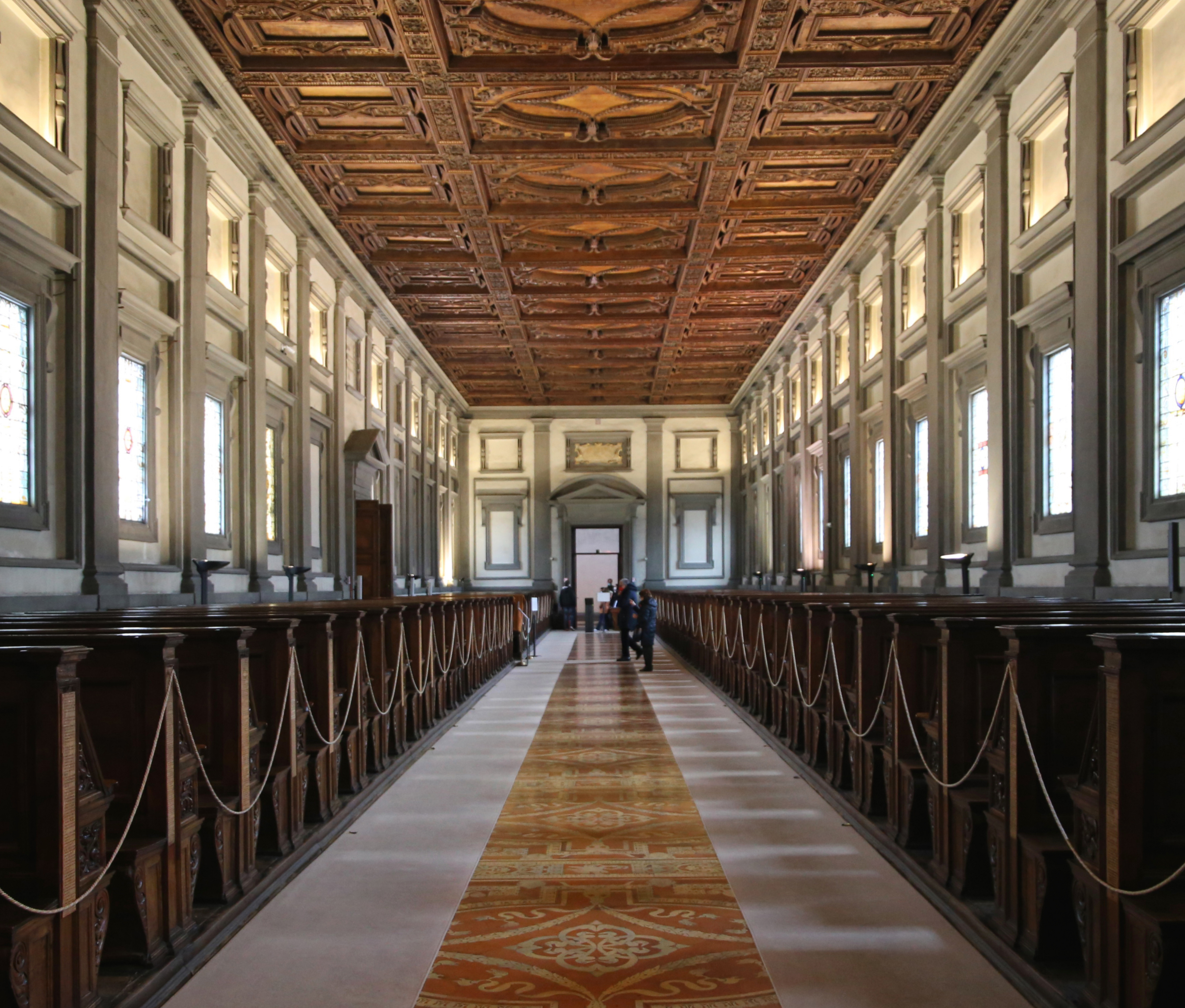
L'interno della Biblioteca

Michelangelo continuò a soprintendere, malvolentieri, i lavori della Libreria da Roma, mediante l'invio di istruzioni, modelli e disegni ed il tramite di vari artisti fiorentini presenti sul cantiere a vario titolo tra cui il Tribolo, l'Ammannati e il Vasari. Solo nel 1558 Michelangelo fornì il modello in argilla per lo scalone, da lui progettato in legno, ma realizzato per volere di Cosimo I de' Medici, in pietra serena. I lavori terminarono soltanto nel 1571, anno dell'apertura al pubblico; altri lavori furono eseguiti di tempo in tempo fino all'inizio del XX secolo.
La Biblioteca è una delle maggiori realizzazioni dell'artista fiorentino in campo architettonico, importante anche per le decorazioni e l'arredo interno, giunto in buono stato fino a noi (Michelangelo fornì anche disegni degli stalli di legno per la lettura dei manoscritti). L'opera viene ritenuta una piena espressione dell'atteggiamento manierista che rivendica la libertà linguistica rispetto alla canonizzazione degli ordini classici e delle regole compositive.

### Il vestibolo

Dettaglio del vestibolo

Il vestibolo è uno spazio quadrato, quasi interamente occupato dallo scalone e con un'altezza superiore alle dimensioni della pianta, caratteristica che dà vita ad un ambiente alto e stretto.
Un primo progetto di Michelangelo prevedeva un'altezza minore, uniformata a quella della sala di lettura ed un'illuminazione mediante lucernari in copertura, vista la difficoltà di aprire finestre in parete. Al rifiuto del papa del progetto inedito di illuminare l'ambiente dall'alto, Michelangelo dovette, tra considerevoli difficoltà tecniche, rialzare le pareti per aprirvi finestre che garantissero comunque l'ingresso della luce dall'alto.
Forse per tale ripensamento la fascia superiore delle pareti del vestibolo rimase allo stato grezzo, fino al completamento effettuato tra il 1901 ed il 1903, con soluzioni di dettaglio criticate da alcuni storici. In quell'occasione furono terminati anche i lavori della facciata esterna, compresa la realizzazione di false finestre. Il soffitto per il quale ancora nel 1559 Ammannati attendeva disegni da Michelangelo, era rimasto con capriate a vista e fu sistemato con una tela dipinta, opera del bolognese Giacomo Lolli (1857-1931), ad imitazione della decorazione lignea del soffitto della biblioteca.

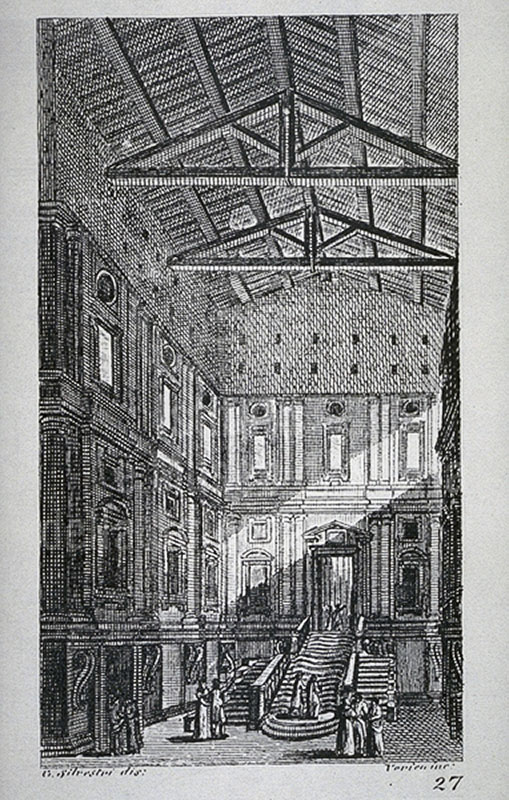
Il vestibolo in una stampa del XIX secolo

Le pareti interne sono progettate come un'architettura esterna con due ordini sovrapposti. Gli elementi architettonici vengono utilizzati per il loro valore plastico, come in una grande scultura, privati della loro logica strutturale e funzionale: per esempio le colonne binate, incassate nella parete, appoggiano solo su mensole e le finestre ad edicola sono solo nicchie cieche. L'incasso delle colonne è stato visto come un'analogia alle figure scolpite dall'artista che "emergono" dal marmo. Hanno anche una precisa funzione strutturale, perché alleggeriscono la massa muraria permettendone una maggiore elevazione.
L'intonaco bianco fa risaltare il grigio delle doppie colonne, dei timpani triangolari e delle cornici di pietra serena, riproponendo un accostamento tipico dell'architettura fiorentina fin da Brunelleschi. L'ambiente forse è stato concepito come un preludio oscuro alla luce della Sala di lettura e sulla sua interpretazione sono state spese molte ipotesi, così come sulle nicchie apparentemente destinate ad accogliere sculture, ma rimaste vuote.
Nel carattere volutamente contraddittorio dal punto di vista compositivo e strutturale, fortemente plastico e dinamico degli elementi architettonici del vestibolo, è stato visto uno degli elementi fondanti dell'architettura.

### Lo scalone

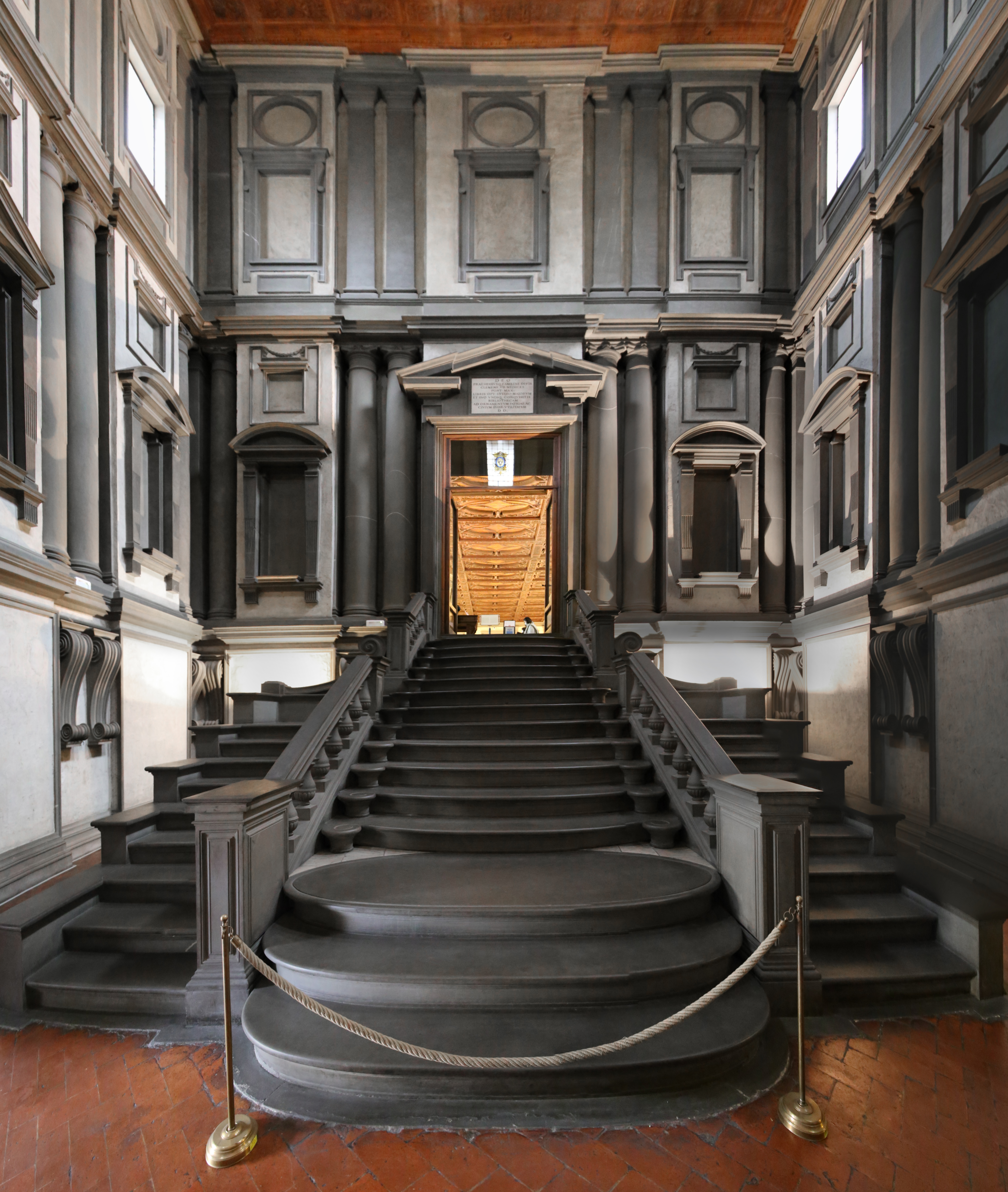
La scalinata di Michelangelo

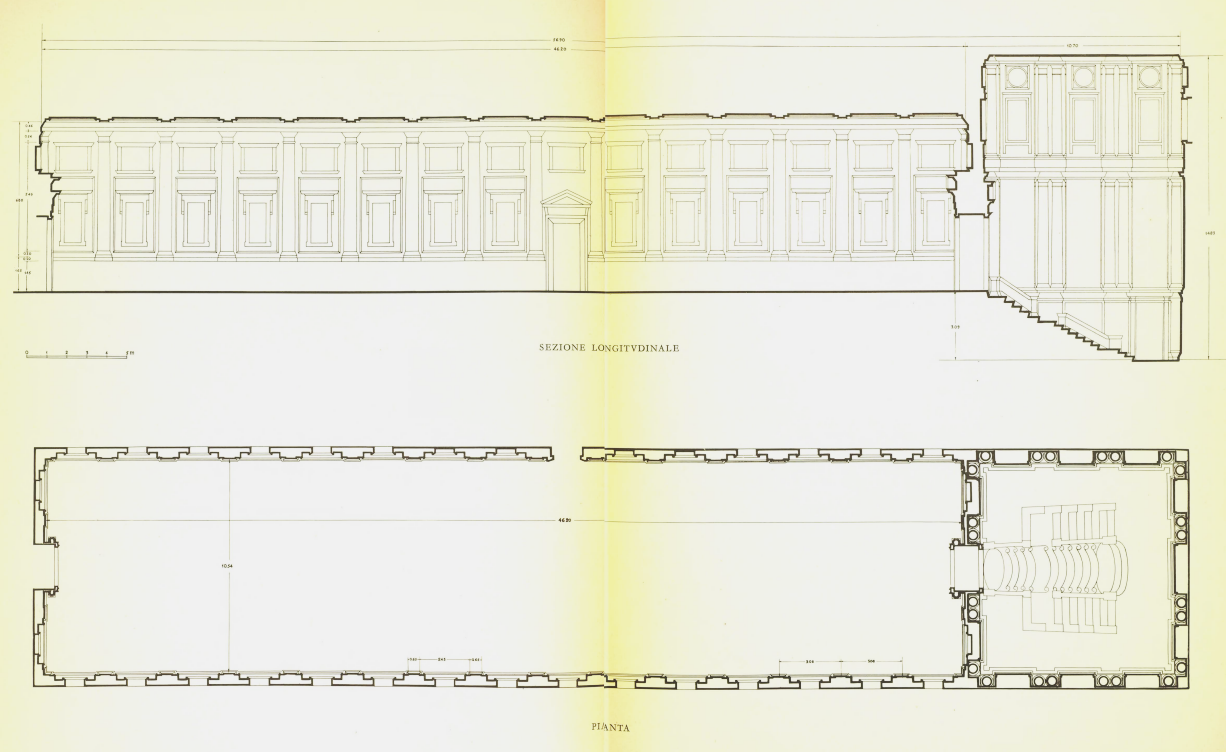
Pianta del vestibolo e della sala di lettura

Il problema del dislivello tra vestibolo e sala di lettura richiese la creazione di uno scalone. Il disegno per la celebre scala tripartita venne fornito nel 1559 e inizialmente era previsto l'uso del legno di noce, che poi Bartolomeo Ammannati eseguì in pietra serena su volontà di Cosimo I.
Per la prima volta si può riconoscere un'anticipazione dello stile barocco che di lì a poco avrebbe invaso l'Europa. Se infatti le linee rette delle parti laterali sono pienamente rinascimentali, i monumentali gradini centrali, di forma ellittica come una immaginaria colata di pietra, sono un'invenzione originale di Michelangelo; questa particolare linea curvata fu usata anche nei sepolcri medicei della Sagrestia Nuova e nelle arcate del ponte Santa Trinita. La scala è infatti costituita da una parte centrale dove domina la curva e da altri due accessi laterali con gradini squadrati. Lo spettatore davanti all'ingresso vive l'emozione di assistere a una vera e propria cascata di materia viva trattenuta dalla presenza di due rigide balaustre.

### La sala di lettura
La sala di lettura contrasta, con le sue proporzioni ampie e distese, con il vestibolo. Lo spazio, un lungo e ampio corridoio con banchi lignei, fu quasi interamente progettata da Michelangelo, compreso il soffitto e gli stessi banchi. Ispirata nello sviluppo longitudinale e nell'ampia finestratura su entrambi i lati alla biblioteca di San Marco di Michelozzo, la biblioteca Medicea non ha però la suddivisione in navate, anche perché gli ambienti sottostanti non avrebbero avuto una sufficiente resistenza statica per sopportare il peso delle colonne, a meno di non fare impegnativi lavori di ristrutturazione. 
Vennero invece approntati contrafforti sulle mura esterne, corrispondenti agli esili pilastri in interni, in modo da garantire un sufficiente sostegno alle pareti perforate dalle numerose finestre. Le pareti appaiono così scandite da sezioni regolari, composte da pilastri in pietra serena a capitello dorico e finestre architravate con mensole sotto l'architrave, sulle quali sono disposti dei riquadri in pietra ingentiliti da balaustrini sui lati. Il modulo si ripete movimentando geometricamente l'intera parete e l'effetto è accentuato dal disegno regolare dei cassettoni del soffitto piano e del pavimento in cotto e marmo.
Sui banchi i codici venivano conservati orizzontalmente nei ripiani inferiori ed erano liberamente consultabili, sebbene assicurati al bancone per mezzo di solide catene. I manoscritti erano suddivisi a seconda della materia (patristica, astronomia, retorica, filosofia, storia, grammatica, poesia, geografia), alcune tabelle lignee poste sul fianco di ogni pluteo riportavano l'elenco dei libri contenuti. Questa disposizione fu conservata fino ai primi anni del Novecento, quando si trasferirono i libri negli attuali depositi.
Le vetrate furono realizzate da maestranze fiamminghe su disegno di Giorgio Vasari e hanno come tema l'araldica medicea circondata da grottesche, armi ed emblemi. Il soffitto, in legno di tiglio, fu intagliato da Giovanni Battista del Tasso poco prima del 1550 sulla base dei disegni michelangioleschi. I riquadri presentano, tra coppie di delfini, ovali con festoni e crani di stambecco, le insegne di Cosimo I.
Il pavimento presenta disegni intarsiati in terracotta rossa e bianca, realizzato da Santi Buglioni a partire dal 1548 su progetto del Tribolo che riprende la partizione del soffitto. Tribolo, di ritorno da Roma dove aveva incontrato Michelangelo per avere indicazioni e istruzioni per il cantiere, riporta una tecnica realizzativa ancora in parte da chiarire. Si è ipotizzato che su una base in argilla siano state ricavati, prima della cottura, i vuoti riempiti in una particolare terra, opportunamente trattata, che con la cottura diventa bianca, differenziadosi così dalla base in terracotta rossa. I giunti venivano riempiti con una miscela di pece rossa.

### La Tribuna Elci

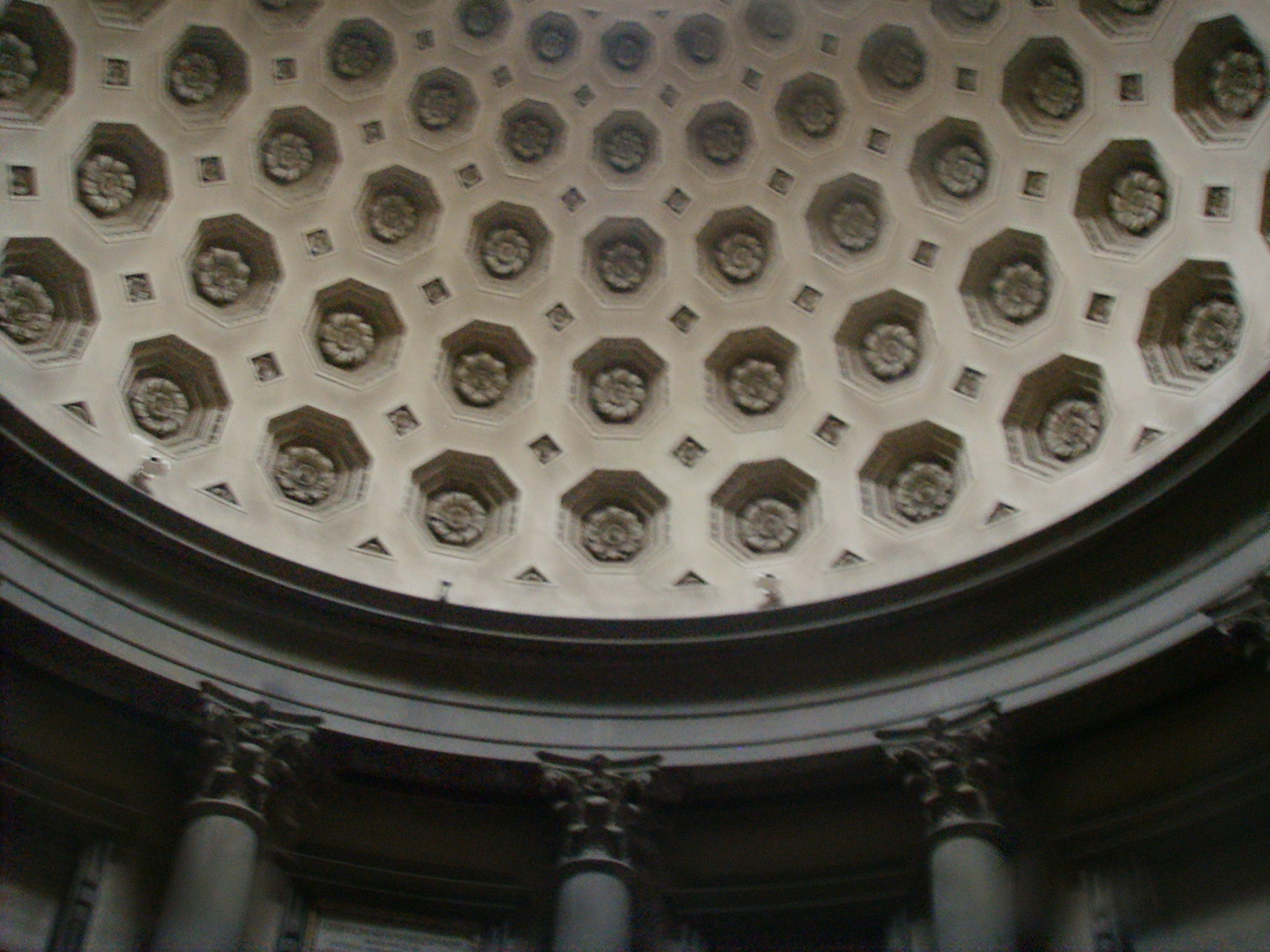
La cupola neoclassica della tribuna d'Elci

La più rilevante addizione al complesso fu, nel XIX secolo, la Tribuna Elci, una rotonda neoclassica con cupoletta costruita per ospitare la collezione del bibliofilo e patrizio fiorentino Angelo Maria d'Elci, su progetto dell'architetto Pasquale Poccianti. Lo stesso Poccianti fu autore di alcuni progetti per l'ampliamento della sala di lettura michelangiolesca, tra cui una sala parallela alla prima dall'altro lato del chiostro, che però non furono realizzati. 
L'aggiunta del nuovo ambiente comportò comunque alcune modifiche alla parete destra della Biblioteca, con due finestre murate e due accecate, mentre una quinta divenne la porta di ingresso. Questo ha comportato una forte diminuzione della luminosità dell'ambiente rispetto al progetto originale. La cupola era originariamente prevista in uno smagliante colore verde, ma in seguito si preferì dare un'impronta più brunelleschiana basata sul contrasto grigio/bianco. Inaugurata nel 1841, fu utilizzata come sala di lettura sino agli anni settanta del Novecento, mentre ora è utilizzata solo per occasioni speciali.

## Collezioni librarie

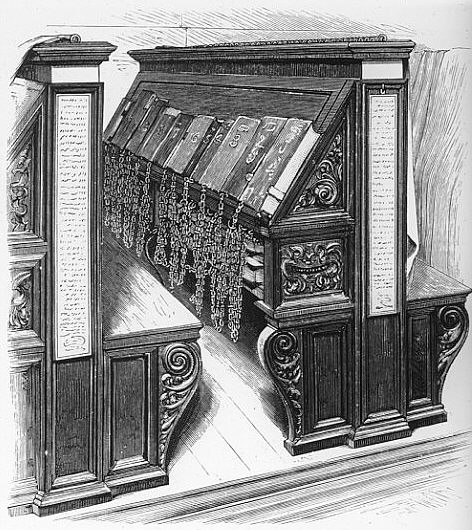
Una stampa d'epoca con i leggii per i codici miniati

La Biblioteca conserva oggi all'incirca 11.000 manoscritti, 2.500 papiri, 566 incunaboli, 1.681 cinquecentine e circa 120.000 edizioni a stampa (dal XVII al XX secolo). Seppure non vastissimo, il patrimonio librario è particolarmente importante in quanto risultato di scelte consapevoli che hanno creato un corpus ragionato, nel quale numerosi pezzi spiccano per antichità, pregio filologico e bellezza.
Il nucleo della collezione libraria proviene dalle raccolte private dei Medici, per cui numerosissimi manoscritti furono copiati, spesso di pugno di umanisti come Pico della Mirandola, Coluccio Salutati, Poggio Bracciolini, Marsilio Ficino e Niccolò Niccoli. Molti furono sfarzosamente miniati e rilegati.
Nel 1757 il canonico Angelo Maria Bandini assunse l'incarico di Bibliotecario e sotto la sua direzione la biblioteca si arricchì ulteriormente. In quel periodo venne compilato un prezioso catalogo a stampa (i cosiddetti plutei, dal nome dei banconi della sala michelangiolesca che allora erano ancora usati per custodire i libri) tuttora indispensabile agli studiosi per il reperimento dei volumi nei depositi. Nel 1771 arrivarono le collezioni della Biblioteca Palatina di Palazzo Pitti, anche se lo spirito razionale del Granduca Pietro Leopoldo fece spostare la maggior parte dei libri a stampa, che costituivano parte integrante della biblioteca Laurenziana, alla Biblioteca Magliabechiana (ora Biblioteca Nazionale Centrale di Firenze). Nel 1783 181 manoscritti più antichi vennero convogliati qui.
Nel 1818 il bibliofilo fiorentino Angelo Maria d'Elci donò la sua preziosa raccolta di prime edizioni di classici latini e greci appositamente rilegate; alla fine dell'Ottocento l'acquisto della biblioteca di Lord Bertram Ashburnham arricchì ulteriormente il patrimonio librario di preziosi codici, molti dei quali di origine italiana, come il trattato di Architettura civile e militare di Francesco di Giorgio Martini, il codice delle Rime del Petrarca fregiato delle armi di Galeazzo Maria Sforza e persino un piccolo e mirabile Libro d'Ore, probabilmente appartenuto alla famiglia di Lorenzo il Magnifico.
La raccolta, circa 2.500 papiri, inconsueta presenza per una biblioteca italiana, è il risultato delle campagne di scavo italiane in terra d'Egitto, i cui reperti non cartacei sono esposti in larga parte nel Museo Egizio, una sezione del Museo Archeologico Nazionale di Firenze.
La biblioteca è tuttora aperta agli studiosi, che possono ottenere in consultazione, nell'apposita sala (che ha sostituito negli anni '70 la Tribuna Elci), tutti i volumi della collezione, o, nel caso di volumi troppo delicati per essere manipolati, i microfilm.

### Fondi principali

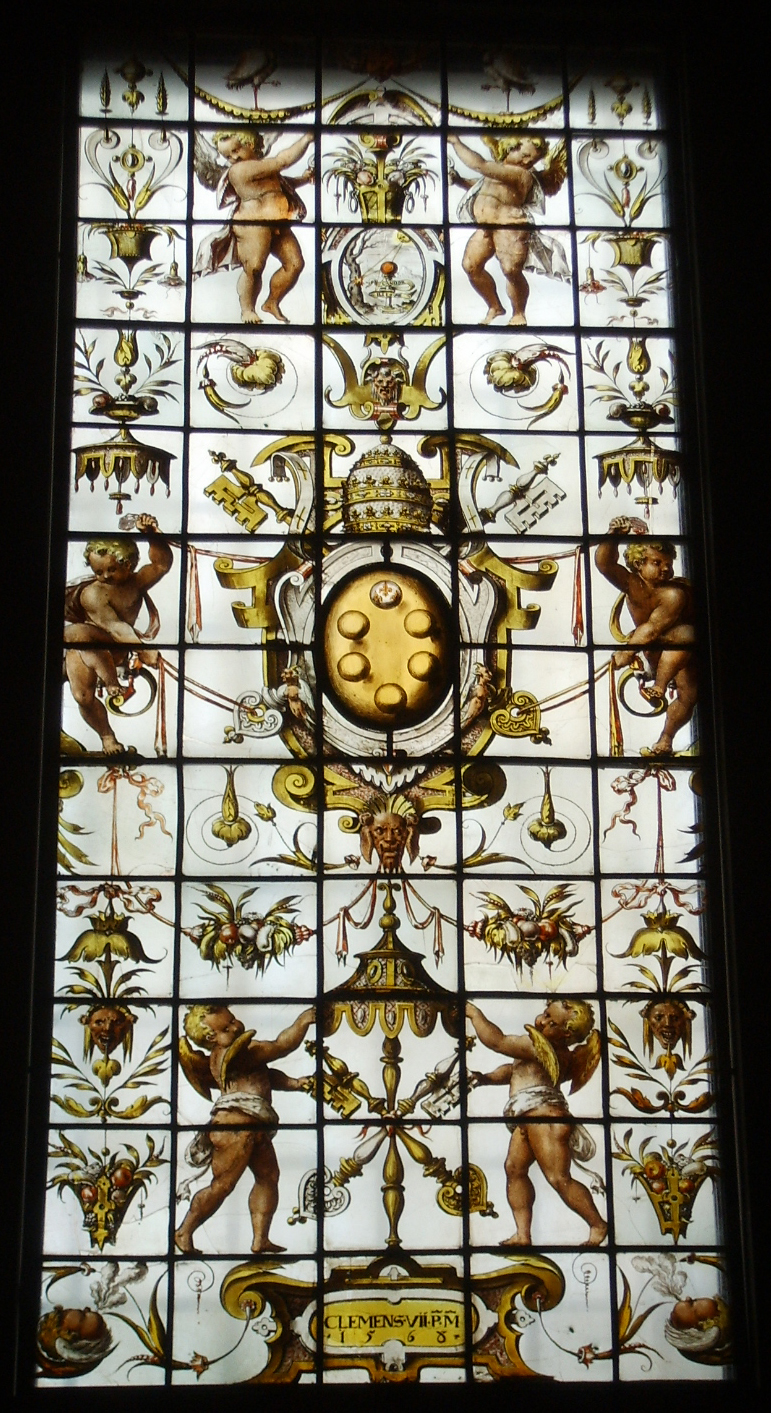
Vetrata disegnata da Giorgio Vasari

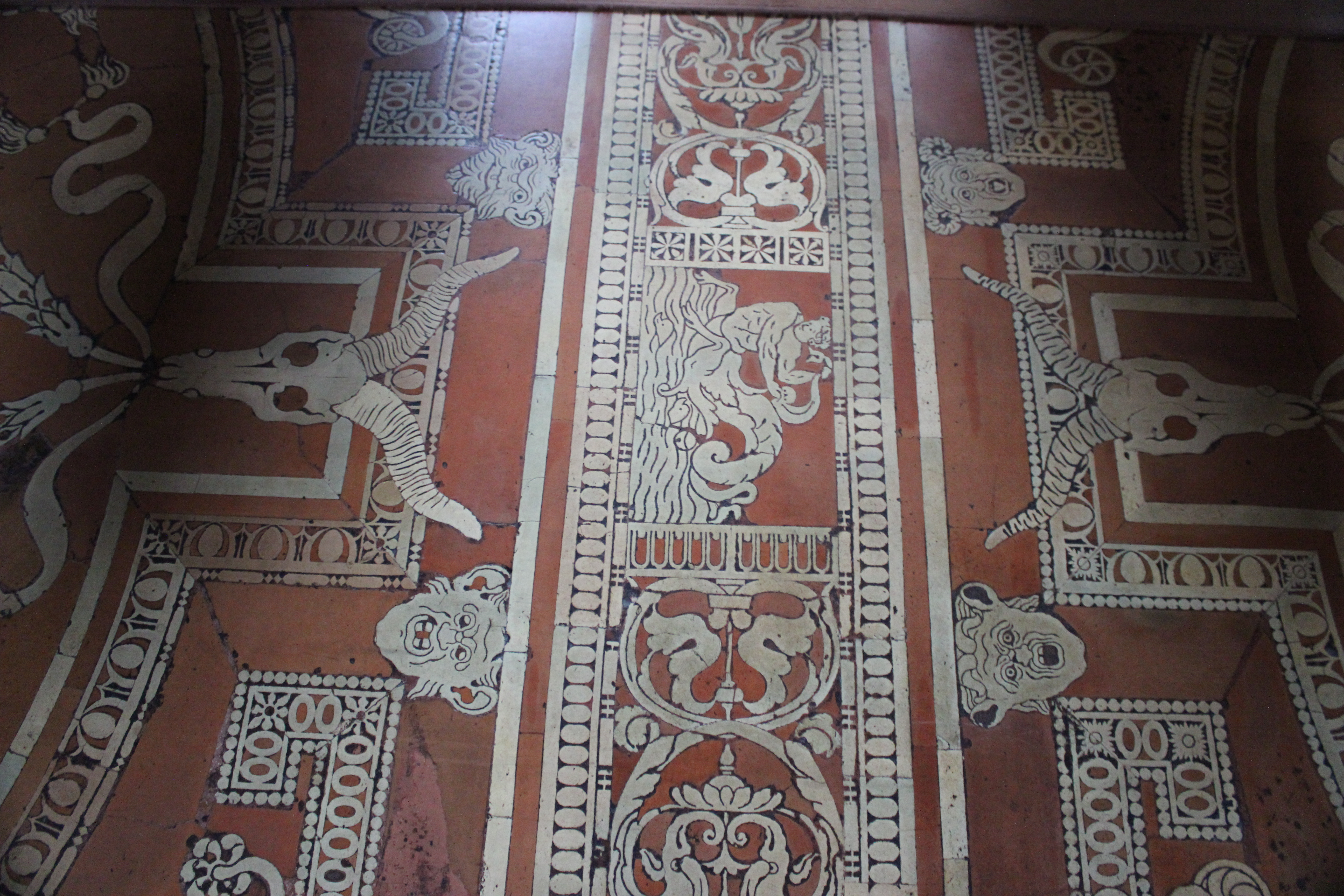
Il pavimento intarsiato

- Fondo Mediceo (plutei): 3.000 manoscritti circa inventariati nel 1589; di questi almeno 63 sono stati individuati come appartenuti a Cosimo il Vecchio; alla sua morte i figli e i nipoti (fra i quali Lorenzo il Magnifico) incrementarono costantemente le raccolte, con un particolare sforzo nel completare le lacune e rendere esauriente la gamma di argomenti trattati. Il figlio di Lorenzo, Giovanni, salito al soglio pontificio con il nome di Leone X, recuperò la biblioteca familiare confiscata al momento della cacciata e la portò a Roma nel palazzo di famiglia (oggi Palazzo Madama). Sotto il pontificato del cugino Giulio (papa Clemente VII 1523-1534) la raccolta tornò a Firenze e fu iniziata la fabbrica della Biblioteca. Nel frattempo si erano aggiunti al nucleo originario le biblioteche umanistiche di Francesco Sassetti e Francesco Filelfo, i codici dedicati a Leone X e quelli da lui acquistati a Roma, nonché alcuni manoscritti, acquistati dalla Biblioteca del convento domenicano di San Marco;
- Mediceo Palatino: Anna Maria Luisa de' Medici, ultima discendente della famiglia, chiamata anche Elettrice Palatina, trasferì alla nuova dinastia regnante degli Asburgo-Lorena le grandi raccolte artistiche a patto che esse fossero conservate nella capitale con una funzione che oggi definiremmo pubblica. Alla Laurenziana pervenne così il patrimonio della Biblioteca Palatina di Palazzo Pitti, che comprendeva molti volumi frutto delle acquisizioni di quel periodo, come la biblioteca del castello di Lunéville, ad opera del primo granduca Lorena Francesco Stefano; nello stesso fondo sono presenti i manoscritti dalla Magliabechiana, dalla nuova divisione operata dal granduca Pietro Leopoldo (che mandò all'altra biblioteca invece le edizioni a stampa della Laurenziana);
- raccolte private ed ecclesiastiche: frutto delle soppressioni degli ordini canonici operate sul finire del Settecento (la biblioteca di Santa Croce, 1767; manoscritti della biblioteca del Palazzo del Capitolo dei Canonici di Santa Maria del Fiore, chiamati Edili, 1778; 6 manoscritti dei Canonici Regolari Lateranensi di Fiesole, 1778; da altre abbazie nel territorio toscano provennero altri codici e la biblioteca che un tempo era nella Villa Medicea di Cafaggiolo, con le carte del Concilio fiorentino del 1439 e le celeberrime Pandette di Giustiniano). Da vendite di famiglie in declino economico pervennero la biblioteca della famiglia Gaddi, ricca di più di mille manoscritti (1775), e la libreria del senatore Carlo Strozzi (1785);
- Orientali: numerosi manoscritti in ebraico, persiano, arabo, turco, siriaco e copto, contenenti grammatiche, lessici, testi scritturali, nonché opere di natura scientifica e filosofica, tutti raccolti dal cardinale Ferdinando dei Medici in seguito ad un progetto per sostenere la predicazione del cattolicesimo tra i musulmani e la confutazione delle fedi cristiane di rito orientale (pervenuta a Firenze nel 1684);
- Conventi Soppressi: frutto delle soppressioni napoleoniche del 1808, 631 manoscritti greci, latini, orientali, miniati e membranacei provenienti, tra le altre, dalle biblioteche della Badia Fiorentina, di Santa Maria Novella, di Santa Maria degli Angeli, della Santissima Annunziata, di Santo Spirito, Santa Maria del Carmine, Ognissanti e Vallombrosa;
- San Marco: per la grande quantità di manoscritti arrivati dal convento di San Marco fu predisposto un fondo apposito. Molti risalgono ai tempi di Cosimo il Vecchio, di provenienza in larga parte dalle raccolte degli umanisti Niccolò Niccoli, Poggio Bracciolini, Lorenzo e Vespasiano da Bisticci e Giorgio Antonio Vespucci, e sono confluiti a più riprese, dal 1571 al 1883;
- Alfieri: 39 manoscritti, in parte autografi di Vittorio Alfieri, e altre opere a stampa con carte e documenti, pervenute nel 1824 su lascito degli eredi della collezione, una nobile famiglia di Montpellier in Francia;
- D'Elci: 1.213 esemplari di edizioni principi di autori classici greci e latini nonché di edizioni aldine cosiddette dell'ancora secca, pervenne nel 1841 (nonostante il lascito di Angelo Maria d'Elci del 1818) dopo essere stata a Vienna; per questo fondo fu costruita, con un progetto che si protrasse a lungo nel tempo la Sala che ne porta il nome;
- Ashburnham: 2.000 manoscritti circa appartenuti a Lord Bertram, quarto conte di Ashburnham, e comprati dal governo italiano per la Laurenziana nel 1884; si tratta di una raccolta preziosissima di codici medievali e rinascimentali, spesso di origine italiana tra i quali si contano molti esemplari sottratti a suo tempo illegalmente da biblioteche italiane e straniere da parte di Guglielmo Libri;
- Alfieri di Sostegno: collezione di edizioni elzeviriane (1.278 esemplari) raccolte dal marchese Cesare Alfieri di Sostegno (parente collaterale di Vittorio Alfieri) e donate nel 1920 dai discendenti; sono preziosamente rilegate e su ciascuna è impresso lo stemma e il motto del marchese.

### Alcuni tesori librari

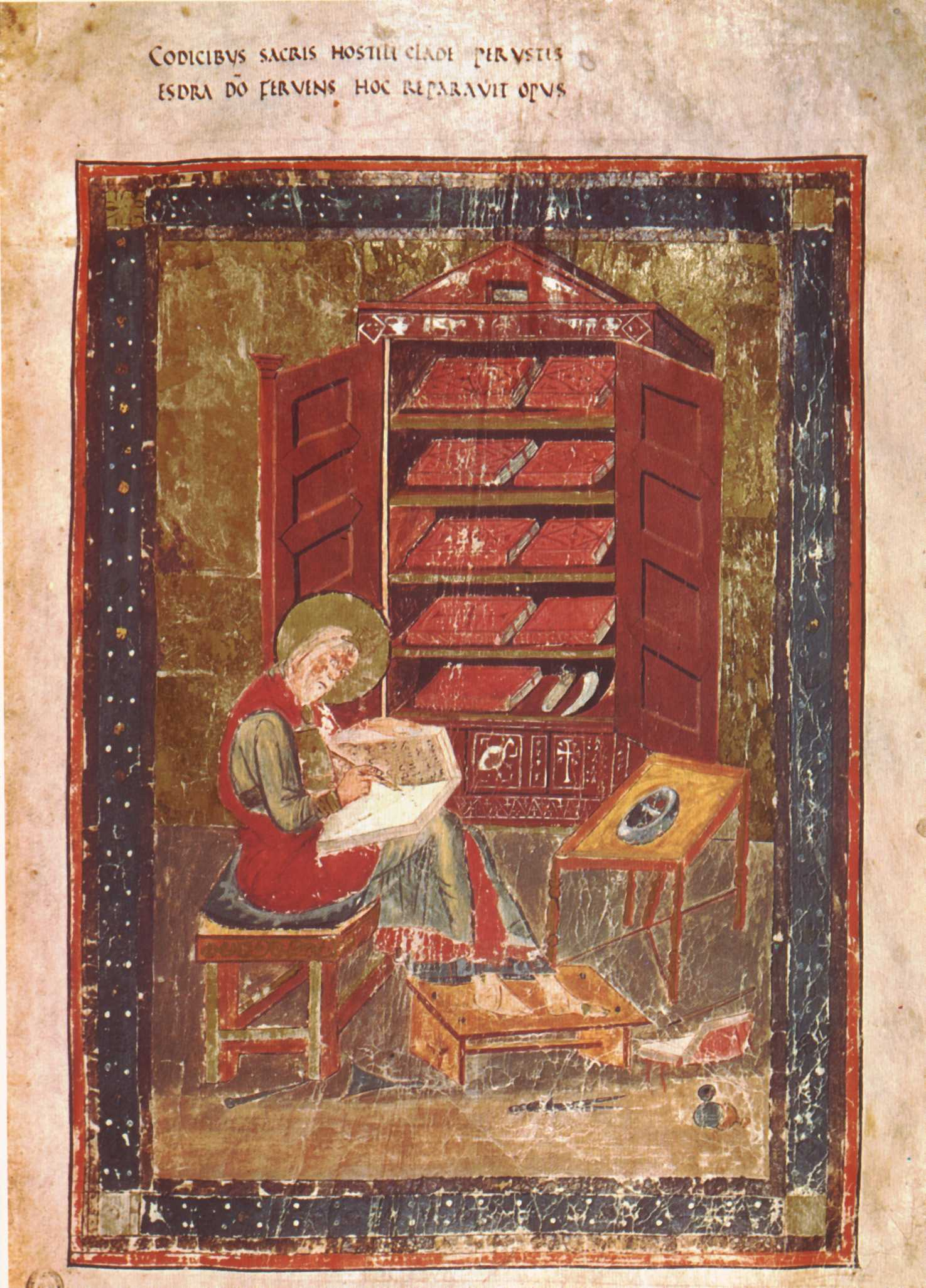
Miniatura della Bibbia Amiatina

- Il Virgilio Laurenziano, copia delle Egloghe ad opera di Turcio Rufio Aproniano Asterio, che dichiara di avere corretto e punteggiato il testo di Virgilio (poiché i testi scritti su papiro erano privi di punteggiatura), confrontandolo con un altro esemplare, mentre era console nel 494.
- La Littera Florentina (VI secolo) è la copia completa più antica esistente delle Pandectae di Giustiniano, compilata poco tempo dopo la loro promulgazione; si trovava ad Amalfi dove venne conquistata da Pisa; dopo la conquista della repubblica marinara pisana da parte dei fiorentini arrivò a Palazzo Vecchio, dove fu oggetto di una particolare devozione civile, con una processione annua descritta anche nel Gargantua di François Rabelais.
- La Bibbia Amiatina (VII-VIII secolo), il più antico manoscritto completo della Bibbia con il testo della Vulgata di san Girolamo e con rari esempi di miniature italo-sassoni.
- I Dialoghi platonici in carta bona, (XV secolo) copia delle opere di Platone donata da Lorenzo il Magnifico a Marsilio Ficino perché la traducesse.
- Il Codice Squarcialupi, posseduto (e forse redatto) da Antonio Squarcialupi, unica fonte della musica profana fra Trecento e Quattrocento.
- Storie di Francesco Guicciardini con interventi dell'autore.
- Autografo della Vita scritta da lui medesimo di Benvenuto Cellini.
- Il Codice Fiorentino, l'unico testo bilingue spagnolo e nahuatl della Historia universal de las cosas de Nueva España, scritta da fra' Bernardino de Sahagún, riccamente illustrato e di fondamentale importanza per la conoscenza della cultura azteca (decennio del 1570).
- Autografi, fra gli altri, di Petrarca e Boccaccio.

## Direttori
- Baccio Baldini 1571–1589 (?)
- Baccio Valori 1589–1604 (?)
- Giovanni Rondinelli  (nominati congiuntamente) 1589–1592 (?)
- Alessandro Medici 1604–1642 (?)
- vacante per quindici anni
- Orazio (Ricasoli)  Rucellai 1657–1699 (??)
- vacante per quasi dieci anni
- nomine capitolari 1708, 1713, 1725, 1729, 1739
- Anton Maria Biscioni 1741–1756
- Angelo Maria Bandini 1757–1803
- Francesco Del Furia 1803-1856
- Luigi Crisostomo Ferrucci 1857–1877
- Niccolò Anziani (reggente) 1877
- Carlo Castellani 1878
- Niccoló Anziani 1878–1889
- Guido Biagi 1889–1894
- Bartolomeo Podestà 1894–1895
- Guido Biagi 1895–1924
- Enrico Rostagno 1924–1933
- Teresa Lodi 1933–1955
- Berta Maracchi Biagiarelli 1955–1956
- Irma Merolle Tondi 1956–1967
- Berta Maracchi Biagiarelli 1967–1973
- Giovanni Semerano 1973
- Eugenia Levi 1973
- Antonietta Morandini 1973–1987
- Angela Bussi Dillon (reggente) 1987–1988
- Anna Lenzuni 1988–1995
- Angela Bussi Dillon (reggente) 1995–1996
- Franca Arduini 1996–2009
- Maria Prunai Falciani 2009–2010
- Vera Valitutto 2010–2015
- Ida Giovanna Rao 2015–2017
- Anna Rita Fantoni 2018–2020
- Maria Paola Bellini 2020